# Æthelflæd von Damerham
Æthelflæd von Damerham (auch Athelflede, Ethelfled, bl. 10. Jahrhundert) war die zweite Frau des englischen Königs Edmund I. und damit englische Königin von etwa 944 bis zu Edmunds Tod im Jahr 946. Wahrscheinlich hat sie nach dem frühen Tod Edmunds noch ein zweites Mal geheiratet, und zwar den Ealdorman Æthelstan Rota. Æthelflæd war zu ihrer Zeit bekannt für ihre Frömmigkeit und Schenkungen für kirchliche Institutionen, darunter für das Kloster von Stoke-by-Nayland und die Kathedrale von Ely.

## Namen
Der Namenszusatz aet Domerhame (engl. 'of Damerham', dt. ‚von Damerham‘) zu Æthelflæds Namen taucht bereits in der Angelsächsischen Chronik auf. Der Zusatz bezieht sich auf die 100 Hides Land in Damerham und Martin (Hampshire) und Pentridge (Dorset), die Edmund anlässlich ihrer Heirat auf sie übertrug.

## Leben
Æthelflæd war die Tochter von Ælfgar, Ealdorman von Essex. Ihre Mutter ist nicht bekannt. Eine wichtige Quelle über Æthelflæds Familie ist das Testament ihres Vaters, in dem seine Töchter Æthelflæd und Ælfflæd als seine Erbinnen benannt werden. Ælfflæd war mit dem Ealdorman Byrhtnoth verheiratet, dessen Tod in der Schlacht von Maldon 991 im gleichnamigen Gedicht besungen wurde.
Æthelflæd heiratete den englischen König Edmund ca. 944. Edmund war zu diesem Zeitpunkt Witwer geworden; mit seiner ersten Ehefrau Ælfgifu von Shaftesbury hatte er bereits zwei Söhne, die späteren englischen Könige Eadwig und Edgar. Eine Motivation für eine zweite Ehe mit Æthelflæd könnte für Edmund gewesen sein, dass er seine Machtbasis von Wessex auf Gebiete in Mercia und weiter im Osten Englands auszuweiten suchte.
Æthelflæd und Edmund hatten keine Kinder. Über Æthelflæds Einfluss während Edmunds Regierungszeit ist nichts überliefert. Obwohl sie in der Landschenkung Edmunds anlässlich ihrer Heirat als Edmunds Königin (altenglisch cwen) bezeichnet wird, taucht sie in seinen Urkunden nicht als Zeugin auf, wie etwa Edmunds erste Frau Ælfgifu oder die Königsmutter Eadgifu von Kent. Es gibt vereinzelt Mutmaßungen, dass die große Frömmigkeit und die Verbindungen zur benediktinischen Reformbewegung von Æthelflæd und auch von Edmunds erster Frau Ælfgifu nicht ohne Einfluss auf den König geblieben sind.
Die heutige historische Forschung geht mehrheitlich davon aus, dass Æthelflæd ein zweites Mal geheiratet hat, und zwar den Ealdorman von Mercia, Æthelstan Rota (dt. ‚der Rote‘). Diese zweite Heirat wurde erstmals von der Mediävistin Dorothy Whitelock vorgebracht: Sie verweist auf die Aufzeichnungen der Kathedrale von Ely über ihre Wohltäter, das Liber Eliensis. In einem Abschnitt sind auch die Zuwendungen des Ealdorman Byrhtnoth, Æthelflæds Schwager, und seiner Familie verzeichnet. Unmittelbar nach ihrer Schwester Ælfflæd wird Æthelflæd dort als Huius autem soror, nomine Æthelfleđa, uxor Æđelstani ducis (dt. ‚ihre Schwester namens Æthelflæda, Frau des Ealdorman Athelstan‘) aufgeführt. Eine zweite Ehe einer Königswitwe wäre jedoch ungewöhnlich, weshalb einige Historiker dafür plädieren, dass die Ehe mit Æthelstan Rota die erste Ehe, nicht die zweite Ehe Æthelflæds war.
Æthelflæd, ihre Schwester Ælfflæd und deren Ehemann Byrhtnoth waren großzügige Wohltäter für die Kathedrale von Ely und für das Kloster von Stoke-by-Nayland. Sie führten damit eine Familientradition fort, denn bereits ihr Vater war ein wichtiger Patron für Bury St Edmunds und vor allem das Kloster von Stoke-by-Nayland, in dem für ihn und seine Vorfahren gebetet werden sollte. In Æthelflæds und Ælfflæds Testamenten ist das Kloster von Stoke-by-Nayland das Hauptbegünstigte, aber es werden weiter noch mindestens sieben Klosterkirchen und das Frauenkloster in Barking mit Land bedacht. Æthelflæd war ferner auch Patronin von Glastonbury Abbey, einer Benediktinerabtei, mit der das Königshaus von Wessex und damit sie als Königsgemahlin auch verbunden war.